# Krama
Krama (significa aleación en griego) es un grupo de fusión mediterránea con músicos residentes en Valencia y fundado el 2004 por el guitarrista griego Spyros Kaniaris. Sus influencias provienen de various estilos como la música tradicional de Grecia y Bulgaria y sus ritmos asímetros, la música de Irán e India, la música medieval, el flamenco y los cantos antiguos de Valencia. Krama tiene una sonoridad particular y contemporánea a veces muy compacta, pero siempre realizada con instrumentos acústicos como la guitarra flamenca de 8 cuerdas, la zanfona, la moraharpa, la lira de Pontos, la gaida búlgara, el laouto y percusión (enlace roto disponible en Internet Archive; véase el historial, la primera versión y la última). logrando una vitalidad e intensidad, reflejando un espíritu casi rock. 
Algunos de sus miembros son admiradores del grupo británico de heavy metal, Black Sabbath.

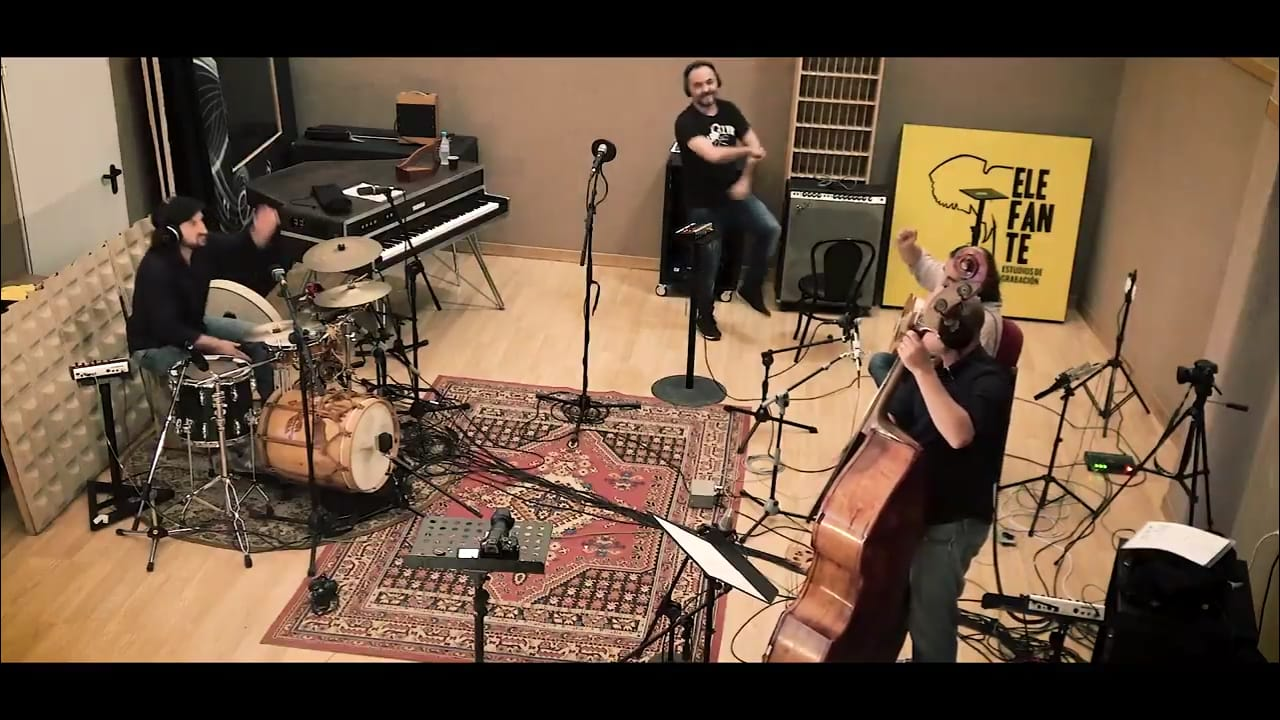
Krama 2018

## Discografía

### Heptagrama (2007)
Heptagrama (Temps record 2008) es el primer disco de Krama.
El repertorio está integrado por hasta once composiciones donde se pueden encontrar la influencia de la música tradicional griega, en especial de las regiones de Macedonia, Tracia y Pontos, compuestas en compás de amalgama (7/8, 11/8, 13/8, 17/8) que dan a los temas un matiz y resultado especial. 
El disco se grabó en marzo de 2007 en Calaf (Barcelona) en directo por el ingeniero de sonido Jordi Rotes y se dieron los toques finales en los primeros días de noviembre de 2007 tras la reciente incorporación al proyecto de la cantaora y bailaora Isabel Julve que ha dado una nueva y acertada dimensión al trabajo que han venido desarrollando. La mezcla y masterización se realizó por Ferran Conangla en Barcelona. Como invitados en el disco encontramos a Miquel Gil en el tema “Saranda mila” recogido de la tradición helénica del Mar Negro y 
Albert Martin al violonchelo en varios temas. 
. Con Heptagrama, Krama realizó numerosas actuaciones en festivales internacionales destacando:
- I Encontre UPV Músiques del Món  2007 Valencia

- Festival Música al Castell 2007, Denia

- Aula d´altres músiques 2007, Valencia
- Concierto por la Paz , 2007 Palau de Música de Valencia

- Festival Ghanafest 2008, Malta

- Etnomusic 2008, Valencia
- Mercat de Música Viva de Vic 2008, Vic
- Festival de Cultura Iberoamericana 2009, Universidad de Pecs-Hungría
- Festival Folk Segovia 2009, Segovia

 (enlace roto disponible en Internet Archive; véase el historial, la primera versión y la última).

### Afluencies (2009)
El septiembre de 2008, Krama y el grupo valenciano Aljub unieron sus fuerzas y la concesión del premio por parte de la Feria Mediterrania de Manresa les dio ánimos para afrontar en común un nuevo proyecto discográfico, Afluencies (Picap 2009). Una expectación alimentada, además, por los cambios experimentados en las dos formaciones que habían renovado el apartado vocal con Mara Aranda cantando los temas de Krama y Rafa Arnal los temas de Aljub.
El repertorio está basado en las tradiciones valenciana y griega, donde la voz, y la forma de cantar melismática, tan habitual en el mediterráneo, juegan un papel fundamental. "Cants de batre" valencianos, por un lado, y ritmos y modos greco-balcánicos por el otro. 
El disco fue recibido con críticas muy positivas. Afluències consigue condensar lo mejor de las dos formaciones y lo hace de manera equilibrada: la inclinación por los ritmos rebuscados, su tendencia a llevar melodías tonales en el ámbito modal jugando con armonías abiertas y tensionadas o en definitiva, su predilección al riesgo, se compensan con una gran solidez y un buen gusto a la hora de componer las canciones y crear universos sonoros ahora crispados, además de una notable
serenidad.
Las actuaciones más importantes para Afluencies son las siguientes:
- Feria Mediterrania de Manresa 2009, Manresa
- Festival Música al Carrer Vila-Seca 2010, Vilaseca
- Festival Musica al Castell 2010, Denia
- Festival Interceltico de Orejo 2010, Cantabria

## Período 2010-2012

### Nipenthí
Desde octubre de 2011, Krama comenzó a planear su siguiente disco con el título Nipenthí. El grupo tocó algunos nuevos temas de este disco en directo durante varias actuaciones que tuvieron lugar en Valencia  (enlace roto disponible en Internet Archive; véase el historial, la primera versión y la última). y Berlín  Archivado el 4 de marzo de 2016 en Wayback Machine.. 

#### Aixadar
Aixadar es el título de un posible proyecto entre Krama y el grupo Aljub. Una gran parte del repertorio ha sido compuesta y probada en directo para promocionar este nuevo trabajo.
- Festival Tradicionarius 2011, Barcelona
- Festival Terralada 2011, Verdú Lérida
- Feria Mediterrania de Manresa 2011, Manresa

## Período 2012-2018

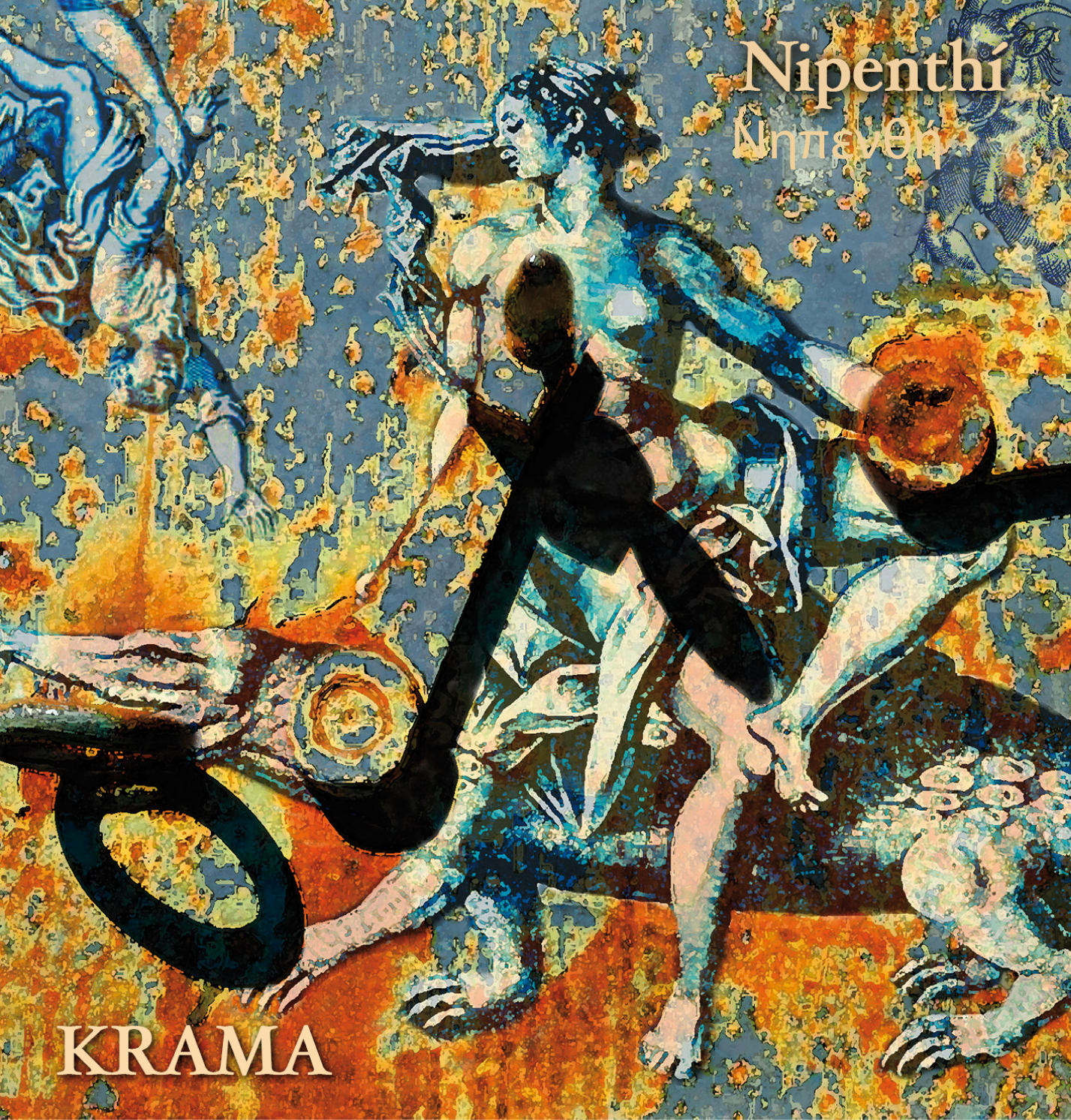
Portada Nipenthí

Nipenthí es el título del nuevo disco de Krama editado por el sello Picap . El grupo rinde homenaje al gran poeta griego Kostas Karyotakis y usa como texto musicado, 7 poemas traducidos en catalán por el helenista Jesus Cabezas Tanco. La música sigue una dinámica intensa y flexible y Krama consigue en este trabajo una sonoridad propia. También se utiliza poesía contemporánea de poetas de Valencia como se puede ver en primera canción del disco L'os de la música de Isabel García i Canet de su homónimo libro. La mezcla y masterización del disco se hizo por Ferran Conangla. La portada del disco es la obra Voyage to the shadows del pintor Michel Koven.Krama presentó el nuevo disco en las sala de la SGAE en el festival mediterráneo de MUVIM, en la Beneficencia. Además el grupo realizó un mini gira en Cairo (Egypto) y en Orán (Argelia).

## Premios
- Premio Mediterrania 2008, Fira d’Espectacles d’Arrel Tradicional Mediterrània (Manresa, Catalunya) (enlace roto disponible en Internet Archive; véase el historial, la primera versión y la última).

- Premios Ovidi Montllor, gañadores en la categoría del mejor disco Folk 2010.

- Finalistas Premios Ovidi Montllor en la categoría del mejor disco Folk 2014.
- Quarto mejor disco del año 2009, según la revista catalana SONS.[6]

## Miembros
- Spyros Kaniaris: guitarra flamenca de 8 cuerdas, λύρα|Pontian lira, sarangi
- David Gadea: percusión
- Rafa Arnal: voz
- Xuso Barberá: contrabajo